# 성서학회
성서학회(Society of Biblical Literature, SBL)는 1880년에 성서및 주석학회로 시작되었다. 1929년 이후 미국 지식협의회에 소속되어 있다. 성경적 학문성을 증진하기위한 목적을 가지고 있다. 회원은 80개국 이상에서 8,500명 이상의 회원을 가진 가장 큰 국제학회이다.

## 같이 보기
- 세계칼빈학회,
- 세계개혁신학회
- 미국 복음주의 신학회
- 세계구약학회(SOTS)
- 세계신약학회(SNTS)
- 신학교
- 신학자 (기독교)

## 참고 문헌
- Ames, Frank Ritchel, and Charles William Miller (eds). Foster Biblical Scholarship: Essays in Honor of Kent Harold Richards. SBL Biblical Scholarship in North America 24. Atlanta, GA: Society of Biblical Literature, 2010. ISBN 978-1-58983-534-4
- Attridge, Harold W., and James C. VanderKam (eds). Presidential Voices: The Society of Biblical Literature in the Twentieth Century. SBL Biblical Scholarship in North America 22. Atlanta, GA: Society of Biblical Literature, 2006. ISBN 1-58983-259-0
- Saunders, Ernest W. Searching the Scriptures: A History of the Society of Biblical Literature, 1880-1980. SBL Biblical Scholarship in North America 8. Chico, CA: Scholars Press, 1982. ISBN 978-0891305910